# Avon-les-Roches
Avon-les-Roches é uma comuna francesa na região administrativa do Centro, no departamento Indre-et-Loire. Estende-se por uma área de 32,94 km². Em 2010 a comuna tinha 557 habitantes (densidade: 16,9 hab./km²).